# Teologiska fakulteten, Uppsala universitet

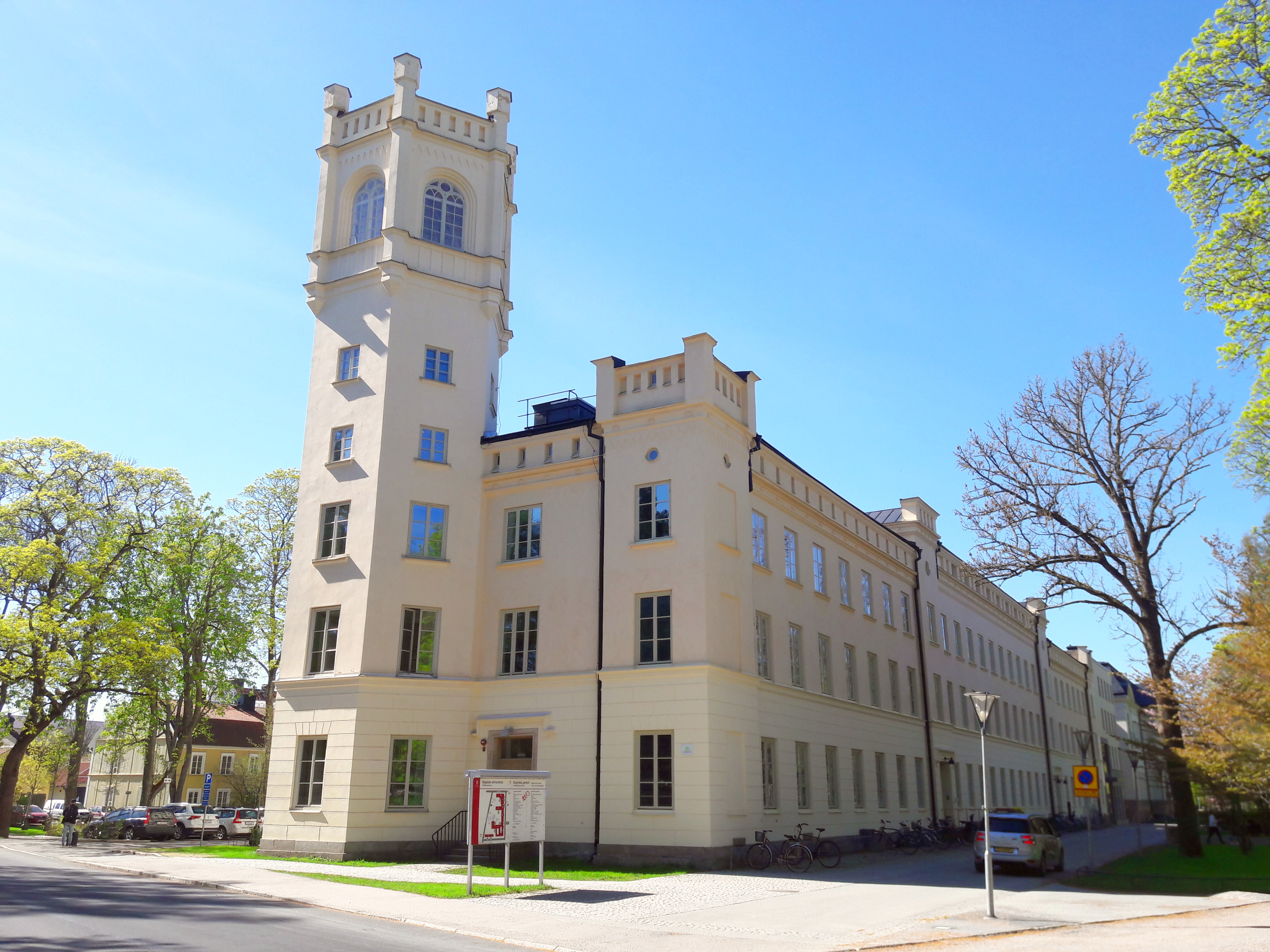
Teologiska fakulteten, i dagligt tal kallad "Teologen", håller till i byggnaden Philologicum.

Teologiska fakulteten vid Uppsala universitet är universitetets äldsta, och räknar sin historia tillbaka till universitets grundläggning 1477. Sedan dess har man ägnat sig åt teologisk forskning och undervisning. Först 1831 började man utbilda blivande präster för tjänst i Svenska kyrkan. Dessförinnan bedrevs prästutbildningen i Sverige vid de olika stiftsstädernas gymnasier. Många blivande präster hade dock kompletterat sin utbildning genom universitetsstudier vid filosofisk fakultet. I slutet på 1700-talet var cirka 40 % av alla universitetsstudenter blivande präster. I Sverige är det idag endast Uppsala universitet som har en självständig teologisk fakultet.
Flera av dagens forskningsämnen har sitt ursprung i de klassiska teologiska ämnena exegetik, dogmatik och kyrkohistoria. Under 1900-talets senare del upplöstes den nära kopplingen till Svenska kyrkan. En svensk teologisk fakultet skall vara oberoende från kyrkor och samfund. De studenter som utbildas där blir inte bara präster i Svenska kyrkan eller i andra kristna trossamfund, utan i stor utsträckning lärare, bibliotekarier, journalister och andra typer av kulturarbetare. Den vetenskapliga inriktningen och standarden är den samma som inom andra universitetsämnen, till exempel humaniora. Frågor om andra religiösa traditioner än den kristna och frågor om religionernas roll i samhället har idag stort intresse. Teologiska fakultetens undervisnings- och forskningsinriktning har breddats så att den idag bedriver forskning inte bara kring frågor som rör kristendomen och kyrkorna, utan också om allmän religionsvetenskap, etik och livsåskådningsfrågor. 
Den teologiska fakulteten vid Uppsala universitet bedriver forskarutbildning i vetenskapsdisciplinerna religionshistoria, gamla testamentets exegetik, nya testamentets exegetik, kyrkohistoria, kyrkovetenskap, missionsvetenskap, systematisk teologi, etik, religionsfilosofi, religionssociologi, religionspsykologi.
Till hösten 2020 blir Teologiska fakulteten vid Uppsala universitet först ut i Sverige med ett utbildningsprogram inom även islamisk teologi.